# Coppa Europa di sci alpino 2011
La Coppa Europa di sci alpino 2011 è stata la 40ª edizione della manifestazione organizzata dalla Federazione Internazionale Sci. È iniziata per gli uomini il 27 novembre 2010 a Trysil in Norvegia con un slalom gigante, mentre il 3 dicembre si è inaugurata a Kvitfjell, ancora in Norvegia, con uno slalom gigante la stagione femminile. La competizione si è conclusa per gli uomini il 19 marzo e per le donne il 13 marzo 2011 a Formigal, in Spagna.
In campo maschile sono state disputate 32 delle 39 gare in programma (4 discese libere, 7 supergiganti, 9 slalom giganti, 10 slalom speciali, 2 supercombinate), in 18 diverse località. Il francese Alexis Pinturault si è aggiudicato sia la classifica generale, sia quella di slalom gigante; gli austriaci Manuel Kramer, Matthias Mayer e Bernhard Graf hanno vinto rispettivamente quelle di discesa libera, di supergigante e di combinata, lo statunitense Nolan Kasper quella di slalom speciale. Lo svizzero Christian Spescha era il detentore uscente del trofeo generale.
In campo femminile sono state disputate 33 delle 37 gare in programma (5 discese libere, 5 supergiganti, 9 slalom giganti, 11 slalom speciali, 3 supercombinate), in 18 diverse località. L'austriaca Jessica Depauli si è aggiudicata sia la classifica generale, sia quelle di supergigante e di combinata; le sue connazionali Stefanie Moser e Mariella Voglreiter hanno vinto a pari merito quella di discesa libera, l'italiana Lisa Magdalena Agerer quella di slalom gigante e la tedesca Fanny Chmelar quella di slalom speciale. La tedesca Lena Dürr era la detentrice uscente del trofeo generale.

## Uomini

### Risultati
| Data             | Località                    | Nazione  | Spec. | Primo             | Secondo                      | Terzo                |
| ---------------- | --------------------------- | -------- | ----- | ----------------- | ---------------------------- | -------------------- |
| 11 novembre 2010 | Reiteralm                   | Austria  | DH    | annullata         | annullata                    | annullata            |
| 27 novembre 2010 | Trysil                      | Norvegia | GS    | Giovanni Borsotti | Fritz Dopfer                 | Iver Bjerkestrand    |
| 28 novembre 2010 | Trysil                      | Norvegia | GS    | Matts Olsson      | Fritz Dopfer                 | Giovanni Borsotti    |
| 1º dicembre 2010 | Åre                         | Svezia   | SL    | annullata         | annullata                    | annullata            |
| 2 dicembre 2010  | Åre                         | Svezia   | SL    | Marc Gini         | Markus Larsson               | Reinfried Herbst     |
| 14 dicembre 2010 | San Vigilio/Plan de Corones | Italia   | GS    | Kalle Palander    | Giovanni Borsotti            | Alexis Pinturault    |
| 15 dicembre 2010 | Obereggen                   | Italia   | SL    | André Myhrer      | Will Gregorak                | Michael Janyk        |
| 17 dicembre 2010 | Pozza di Fassa              | Italia   | SL    | Jens Byggmark     | Nolan Kasper                 | Wolfgang Hörl        |
| 18 dicembre 2010 | Madonna di Campiglio        | Italia   | SL    | Patrick Thaler    | Jens Byggmark                | Mattias Hargin       |
| 7 gennaio 2011   | Wengen                      | Italia   | SG    | Andrej Križaj     | Joachim Puchner              | Mauro Caviezel       |
| 8 gennaio 2011   | Wengen                      | Italia   | SG    | Matteo Marsaglia  | Gašper Markič                | Matthias Mayer       |
| 12 gennaio 2011  | Patscherkofel               | Austria  | DH    | Vitus Lüönd       | Johannes Kröll               | Andreas Sander       |
| 14 gennaio 2011  | Patscherkofel               | Austria  | DH    | annullata         | annullata                    | annullata            |
| 15 gennaio 2011  | Kirchberg in Tirol          | Austria  | GS    | Alexis Pinturault | Giovanni Borsotti            | Florian Eisath       |
| 16 gennaio 2011  | Kirchberg in Tirol          | Austria  | SL    | Alexis Pinturault | Nolan Kasper                 | Leif Kristian Haugen |
| 18 gennaio 2011  | Zuoz                        | Svizzera | GS    | Alexis Pinturault | Cyprien Richard              | Justin Murisier      |
| 19 gennaio 2011  | Zuoz                        | Svizzera | SL    | Nolan Kasper      | Marc Gini                    | Reto Schmidiger      |
| 21 gennaio 2011  | Oberjoch                    | Germania | GS    | Cyprien Richard   | Alexis Pinturault            | Mattia Casse         |
| 22 gennaio 2011  | Oberjoch                    | Germania | SL    | Reto Schmidiger   | Wolfgang Hörl                | Filip Trejbal        |
| 26 gennaio 2011  | Méribel                     | Francia  | SG    | Matthias Mayer    | Bernhard Graf Andreas Sander |                      |
| 27 gennaio 2011  | Méribel                     | Francia  | SC    | Giovanni Borsotti | Reto Schmidiger              | Nolan Kasper         |
| 28 gennaio 2011  | Méribel                     | Francia  | GS    | Tommy Ford        | Markus Nilsen                | Alexis Pinturault    |
| 11 febbraio 2011 | Monte Pora                  | Italia   | GS    | Alexis Pinturault | Fritz Dopfer                 | Christoph Nösig      |
| 12 febbraio 2011 | Monte Pora                  | Italia   | SL    | Giuliano Razzoli  | Brad Spence                  | Nolan Kasper         |
| 18 febbraio 2011 | Soči Krasnaja Poljana       | Russia   | DH    | Manuel Kramer     | Marc Gisin                   | Johannes Kröll       |
| 18 febbraio 2011 | Soči Krasnaja Poljana       | Russia   | SG    | annullata         | annullata                    | annullata            |
| 23 febbraio 2011 | Sarentino                   | Italia   | DH    | Erik Fisher       | Hans Olsson                  | Petr Záhrobský       |
| 24 febbraio 2011 | Sarentino                   | Italia   | SC    | Bernhard Graf     | Hagen Patscheider            | Manuel Wieser        |
| 26 febbraio 2011 | Sarentino                   | Italia   | SG    | Hans Olsson       | Bernhard Graf                | Max Franz            |
| 2 marzo 2011     | Roccaraso                   | Italia   | DH    | annullata         | annullata                    | annullata            |
| 3 marzo 2011     | Roccaraso                   | Italia   | SG    | annullata         | annullata                    | annullata            |
| 7 marzo 2011     | Kranjska Gora               | Slovenia | SL    | Alexis Pinturault | Wolfgang Hörl                | Nolan Kasper         |
| 8 marzo 2011     | Platak                      | Croazia  | SL    | annullata         | annullata                    | annullata            |
| 10 marzo 2011    | Sella Nevea                 | Italia   | SG    | Bernhard Graf     | Alexis Pinturault            | Matthias Mayer       |
| 11 marzo 2011    | Sella Nevea                 | Italia   | SG    | Matthias Mayer    | Björn Sieber                 | Bernhard Graf        |
| 15 marzo 2011    | Formigal                    | Spagna   | GS    | Hagen Patscheider | Justin Murisier              | Mathieu Faivre       |
| 16 marzo 2011    | Formigal                    | Spagna   | SL    | Roberto Nani      | Patrick Thaler               | Stefano Gross        |
| 18 marzo 2011    | Formigal                    | Spagna   | DH    | Petr Záhrobský    | Manuel Kramer                | Ralf Kreuzer         |
| 19 marzo 2011    | Formigal                    | Spagna   | SG    | Hans Olsson       | Matthias Mayer               | Bernhard Graf        |

Legenda:

DH = discesa libera

SG = supergigante

GS = slalom gigante

SL = slalom speciale

SC = supercombinata

### Classifiche

#### Generale
| Pos. | Nome                  | Nazione     | Punti |
| ---- | --------------------- | ----------- | ----- |
| 1    | Alexis Pinturault     | Francia     | 1065  |
| 2    | Bernhard Graf         | Austria     | 694   |
| 3    | Giovanni Borsotti     | Italia      | 646   |
| 4    | Fritz Dopfer          | Germania    | 553   |
| 5    | Nolan Kasper          | Stati Uniti | 525   |
| 6    | Matthias Mayer        | Austria     | 507   |
| 7    | Reto Schmidiger       | Svizzera    | 492   |
| 8    | Justin Murisier       | Svizzera    | 449   |
| 9    | Victor Muffat Jeandet | Francia     | 384   |
| 10   | Hans Olsson           | Svezia      | 366   |

#### Discesa libera
| Pos. | Nome           | Nazione   | Punti |
| ---- | -------------- | --------- | ----- |
| 1    | Manuel Kramer  | Austria   | 214   |
| 2    | Petr Záhrobský | Rep. Ceca | 173   |
| 3    | Johannes Kröll | Austria   | 172   |
| 3    | Vitus Lüönd    | Svizzera  | 172   |
| 5    | Marc Gisin     | Svizzera  | 125   |

#### Supergigante
| Pos. | Nome             | Nazione  | Punti |
| ---- | ---------------- | -------- | ----- |
| 1    | Matthias Mayer   | Austria  | 440   |
| 2    | Bernhard Graf    | Austria  | 430   |
| 3    | Hans Olsson      | Svezia   | 250   |
| 4    | Matteo Marsaglia | Italia   | 215   |
| 5    | Mauro Caviezel   | Svizzera | 204   |

#### Slalom gigante
| Pos. | Nome              | Nazione  | Punti |
| ---- | ----------------- | -------- | ----- |
| 1    | Alexis Pinturault | Francia  | 595   |
| 2    | Giovanni Borsotti | Italia   | 413   |
| 3    | Fritz Dopfer      | Germania | 365   |
| 4    | Justin Murisier   | Svizzera | 322   |
| 5    | Markus Nilsen     | Norvegia | 287   |

#### Slalom speciale
| Pos. | Nome              | Nazione     | Punti |
| ---- | ----------------- | ----------- | ----- |
| 1    | Nolan Kasper      | Stati Uniti | 402   |
| 2    | Alexis Pinturault | Francia     | 345   |
| 3    | Wolfgang Hörl     | Austria     | 327   |
| 4    | Filip Trejbal     | Rep. Ceca   | 317   |
| 5    | Reto Schmidiger   | Svizzera    | 261   |

#### Combinata
| Pos. | Nome              | Nazione     | Punti |
| ---- | ----------------- | ----------- | ----- |
| 1    | Bernhard Graf     | Austria     | 118   |
| 2    | Giovanni Borsotti | Italia      | 107   |
| 3    | Reto Schmidiger   | Svizzera    | 96    |
| 4    | Hagen Patscheider | Italia      | 95    |
| 5    | Nolan Kasper      | Stati Uniti | 60    |
| 5    | Manuel Wieser     | Austria     | 60    |

## Donne

### Risultati
| Data             | Località              | Nazione    | Spec. | Prima                          | Seconda                         | Terza                                |
| ---------------- | --------------------- | ---------- | ----- | ------------------------------ | ------------------------------- | ------------------------------------ |
| 3 dicembre 2010  | Kvitfjell             | Norvegia   | GS    | Lisa Magdalena Agerer          | Veronique Hronek                | Veronica Smedh                       |
| 4 dicembre 2010  | Kvitfjell             | Norvegia   | SC    | Jessica Depauli                | Tina Robnik                     | Joana Hählen                         |
| 5 dicembre 2010  | Kvitfjell             | Norvegia   | SG    | Jessica Depauli                | Veronique Hronek                | Mirjam Puchner                       |
| 10 dicembre 2010 | Gressoney-La-Trinité  | Italia     | SL    | Frida Hansdotter               | Therese Borssén                 | Christina Geiger                     |
| 11 dicembre 2010 | Gressoney-La-Trinité  | Italia     | SL    | Therese Borssén                | Anna Swenn Larsson              | Simona Hösl                          |
| 15 dicembre 2010 | Sankt Moritz          | Svizzera   | SC    | Jessica Depauli                | Sara Hector                     | Joana Hählen                         |
| 16 dicembre 2010 | Sankt Moritz          | Svizzera   | DH    | Tamara Wolf                    | Mélissa Voutaz                  | Tamara Tippler                       |
| 19 dicembre 2010 | Limone Piemonte       | Italia     | GS    | Lisa Magdalena Agerer          | Kathrin Fuhrer Veronique Hronek |                                      |
| 20 dicembre 2010 | Limone Piemonte       | Italia     | GS    | Sara Hector                    | Veronika Staber                 | Barbara Wirth                        |
| 8 gennaio 2011   | Sankt Sebastian       | Austria    | GS    | Veronique Hronek               | Giulia Gianesini                | Simona Hösl                          |
| 9 gennaio 2011   | Sankt Sebastian       | Austria    | SL    | Katharina Dürr                 | Wendy Holdener                  | Fanny Chmelar                        |
| 12 gennaio 2011  | Altenmarkt-Zauchensee | Austria    | DH    | Stefanie Moser                 | Nicole Schmidhofer              | Regina Mader                         |
| 17 gennaio 2011  | Tarvisio              | Italia     | SL    | Katharina Dürr                 | Frida Hansdotter                | Fanny Chmelar                        |
| 18 gennaio 2011  | Tarvisio              | Italia     | SL    | Christina Geiger               | Frida Hansdotter                | Emelie Wikström                      |
| 20 gennaio 2011  | Beckenried Klewenalp  | Svizzera   | GS    | annullata                      | annullata                       | annullata                            |
| 21 gennaio 2011  | Melchsee-Frutt        | Svizzera   | SL    | Fanny Chmelar                  | Simona Hösl                     | Bernadette Schild                    |
| 24 gennaio 2011  | Pila                  | Italia     | SG    | Jessica Depauli Verena Stuffer |                                 | Tamara Tippler                       |
| 25 gennaio 2011  | Pila                  | Italia     | SG    | Jessica Depauli                | Tina Robnik                     | Stefanie Moser                       |
| 27 gennaio 2011  | Pila                  | Italia     | DH    | Tina Robnik                    | Mariella Voglreiter             | Stefanie Moser                       |
| 8 febbraio 2011  | Courchevel            | Francia    | GS    | Marion Bertrand                | Giulia Gianesini                | Veronika Staber                      |
| 9 febbraio 2011  | Courchevel            | Francia    | SL    | Nastasia Noens                 | Carmen Thalmann                 | Bernadette Schild                    |
| 11 febbraio 2011 | Lélex                 | Francia    | SG    | Jessica Depauli                | Fränzi Aufdenblatten            | Priska Nufer                         |
| 12 febbraio 2011 | Lélex                 | Francia    | SC    | Jessica Depauli                | Veronique Hronek                | Lisa Magdalena Agerer Stefanie Moser |
| 14 febbraio 2011 | Abetone               | Italia     | GS    | Jessica Depauli                | Giulia Gianesini                | Simona Hösl                          |
| 15 febbraio 2011 | Abetone               | Italia     | GS    | Marion Pellissier              | Jessica Depauli                 | Giulia Gianesini                     |
| 23 febbraio 2011 | Soči Krasnaja Poljana | Russia     | DH    | Mariella Voglreiter            | Tamara Tippler                  | Mirjam Puchner                       |
| 24 febbraio 2011 | Soči Krasnaja Poljana | Russia     | DH    | Stefanie Moser                 | Mariella Voglreiter             | Tamara Tippler                       |
| 25 febbraio 2011 | Soči Krasnaja Poljana | Russia     | DH    | Stefanie Moser                 | Lisa Magdalena Agerer           | Tamara Tippler                       |
| 1º marzo 2011    | Zakopane              | Polonia    | SL    | Nastasia Noens                 | Carmen Thalmann                 | Erin Mielzynski                      |
| 2 marzo 2011     | Jasná                 | Slovacchia | SL    | Christina Geiger               | Fanny Chmelar                   | Carmen Thalmann                      |
| 9 marzo 2011     | Soldeu                | Andorra    | GS    | Jessica Depauli                | Elena Curtoni                   | Veronique Hronek                     |
| 10 marzo 2011    | Soldeu                | Andorra    | SL    | Carmen Thalmann                | Laurie Mougel                   | Jana Gantnerová                      |
| 11 marzo 2011    | La Molina             | Spagna     | GS    | Simona Hösl                    | Julia Dygruber                  | Veronique Hronek                     |
| 13 marzo 2011    | Formigal              | Spagna     | SL    | Jessica Depauli                | Simona Hösl                     | Monica Hübner                        |
| 14 marzo 2011    | Formigal              | Spagna     | GS    | annullata                      | annullata                       | annullata                            |
| 16 marzo 2011    | Formigal              | Spagna     | DH    | annullata                      | annullata                       | annullata                            |
| 17 marzo 2011    | Formigal              | Spagna     | SG    | annullata                      | annullata                       | annullata                            |

Legenda:

DH = discesa libera

SG = supergigante

GS = slalom gigante

SL = slalom speciale

SC = supercombinata

### Classifiche

#### Generale
| Pos. | Nome                  | Nazione  | Punti |
| ---- | --------------------- | -------- | ----- |
| 1    | Jessica Depauli       | Austria  | 1402  |
| 2    | Lisa Magdalena Agerer | Italia   | 843   |
| 3    | Veronique Hronek      | Germania | 831   |
| 4    | Simona Hösl           | Germania | 661   |
| 5    | Stefanie Moser        | Austria  | 607   |
| 6    | Carmen Thalmann       | Austria  | 501   |
| 6    | Barbara Wirth         | Germania | 501   |
| 8    | Anna Swenn Larsson    | Svezia   | 481   |
| 9    | Tamara Tippler        | Austria  | 474   |
| 10   | Frida Hansdotter      | Svezia   | 470   |

#### Discesa libera
| Pos. | Nome                | Nazione  | Punti |
| ---- | ------------------- | -------- | ----- |
| 1    | Stefanie Moser      | Austria  | 305   |
| 1    | Mariella Voglreiter | Austria  | 305   |
| 3    | Tamara Tippler      | Austria  | 240   |
| 4    | Tina Robnik         | Slovenia | 174   |
| 5    | Mélissa Voutaz      | Svizzera | 156   |

#### Supergigante
| Pos. | Nome                  | Nazione  | Punti |
| ---- | --------------------- | -------- | ----- |
| 1    | Jessica Depauli       | Austria  | 400   |
| 2    | Stefanie Moser        | Austria  | 242   |
| 3    | Veronique Hronek      | Germania | 215   |
| 4    | Tamara Tippler        | Austria  | 206   |
| 5    | Lisa Magdalena Agerer | Italia   | 201   |

#### Slalom gigante
| Pos. | Nome                  | Nazione  | Punti |
| ---- | --------------------- | -------- | ----- |
| 1    | Lisa Magdalena Agerer | Italia   | 469   |
| 2    | Veronique Hronek      | Germania | 465   |
| 3    | Jessica Depauli       | Austria  | 456   |
| 4    | Simona Hösl           | Germania | 310   |
| 5    | Giulia Gianesini      | Italia   | 300   |

#### Slalom speciale
| Pos. | Nome               | Nazione  | Punti |
| ---- | ------------------ | -------- | ----- |
| 1    | Fanny Chmelar      | Germania | 461   |
| 2    | Frida Hansdotter   | Svezia   | 459   |
| 3    | Carmen Thalmann    | Austria  | 434   |
| 4    | Anna Swenn Larsson | Svezia   | 399   |
| 5    | Christina Geiger   | Germania | 374   |

#### Combinata
| Pos. | Nome                  | Nazione  | Punti |
| ---- | --------------------- | -------- | ----- |
| 1    | Jessica Depauli       | Austria  | 300   |
| 2    | Joana Hählen          | Svizzera | 138   |
| 3    | Tina Robnik           | Slovenia | 120   |
| 4    | Lisa Magdalena Agerer | Italia   | 114   |
| 5    | Veronique Hronek      | Germania | 82    |
| 5    | Ramona Siebenhofer    | Austria  | 82    |